# Яловщина (комплекс археологических памятников)
Яловщина — комплекс археологических памятников в городе Чернигове. Площадь — 73,0246 га. Комплекс состоит из 8 объектов.

## История
Памятник упоминается в Постановление Кабинета министров Украины от 27.12.2001 № 1761 «Про занесение памятников истории, монументального искусства и археологии национального значения в Государственный реестр недвижимых памятников Украины».
Постановлением Кабинета министров Украины от 03.09.2009 № 928 «Про занесение объектов культурного наследия национального значения в Государственный реестр недвижимых памятников Украины» («Про занесення об'єктів культурної спадщини національного значення до Державного реєстру нерухомих пам'яток України») присвоен статус памятник археологии национального значения с охранным № 250007-Н под названием Городище «Яловщина».
Приказом Министерства культуры Украины от 26.04.2013 № 364 комплексу присвоен статус памятника археологии местного значения под названием Комплекс археологических памятников урочища Яловщина с охранным № 7727-Чр, который включает 8 памятников археологии: 1 национального значения — городище «Яловщина» — и 7 местного — Поселение «Яловщина» (№ 7727/5007-Чр), Поселение «Яловщина-1» (№ 7727/5008-Чр), Поселение «Яловщина-2» (№ 7727/7723-Чр), Поселение «Яловщина-3» (№ 7727/7324-Чр), Поселение «Яловщина-4» (№ 7727/7325-Чр), Поселение «Стрижень-1» (№ 7727/3709-Чр), Поселение «Александровка-1» (№ 7727/2724-Чр) 

## Описание
«Комплекс археологических памятников урочища Яловщина» расположен в северной части города Чернигова в урочище Яловщина. Занимает мысы левобережной и частично правобережной террас реки Стрижень, образованных оврагами и обводнёнными балками, и верховье одной из таких балок. Занимает большую часть урочища — территорию бывшего Черниговского областного ботанического сада, хвойного (соснового) и лиственного лесов, в том числе с экзотическими деревьями, которые были высажены в послевоенные годы. 
Расположен на берегах пруда реки Стрижень, образованного двумя плотинами — северной и южной (улица 77 Гвардейской дивизии). До насаждения леса территория Яловщины распахивалась. Общая площадь комплекса составляет 73,0246 га и включает 8 объектов археологического наследия: 1 городище («Яловщина») и 7 многослойных поселений («Яловщина», «Яловщина-1», «Яловщина-2», «Яловщина-3», «Яловщина-4», «Стрижень-1», «Александровка-1»). 
Древности комплекса известны по материалам А. А. Попко (1940–1960), обследовались Д. И. Блифельдом (1949), Е. В. Максимовым и Р. В. Терпиловским (1976), А. В. Шекуном (1979), Г. О. Кузнецовым (1982), исследовались А. А. Мултаненом (1986, 1992), В.В. Мултанен (1993), Т. П. Вальковой и В. В. Сохацким (1993, 1994, 1996), А. В. Шекуном (1993–1997, 2000, 2001, 2003), Г. В. Жаровым и Т. М. Майбородой (1994), В. П. Коваленко (2006). В 2008 году исследованы Г. В. Жаровым и И. М. Игнатенко при осуществлении археологической экспертизы на предмет установления границ территорий памятников для разработки проекта «Функционально-планировочной организации территории лесопарка Яловщина».